# Ángeles Negros (documental)
Ángeles Negros es un documental musical chileno que relata la historia de la banda Los Ángeles Negros. Dirigido por Jorge Leiva y Pachi Bustos, fue estrenado el año 2007 y tuvo un éxito considerable en distintos festivales tanto chilenos como internacionales. 
La película, cuyo rodaje duró más de dos años, cuenta la historia del conjunto musical chileno, desde su primer éxito en su natal San Carlos hasta nuestros días, en que muchos de los integrantes originales realizan giras y conciertos por cuenta propia. El filme cuenta con la aparición de varios músicos chilenos como Los Búnkers, Jorge González y Álvaro Henríquez entre otros. El documental tuvo exhibiciones en salas de cine comercial en Santiago, además de variados festivales en Chile, México y en la televisión abierta chilena.  
Los directores, Leiva y Bustos, ya habían codirigido Actores Secundarios. Paula Tilloni colaboró en el montaje y Pablo Valdés en la imagen.

## Estreno
Se estrenó oficialmente en Chile el año 2007.

## Nominaciones y premios
- Premio Pedro Sienna a la Mejor Dirección y Banda Sonora, Consejo Nacional de la Cultura y las Artes
- Premio del Público, Festival De Documentales De Chillán
- Selección Festival De Documentales De Chillán
- Selección Festival Internacional De Cine De Valdivia
- Selección Festival Internacional De Cine De Viña Del Mar
- Selección Festival De Documentales De Santiago Fidocs
- Selección Festival De Documentales De Chiloé – Fedochi
- Selección Festival De Cine De Santiago, Sanfic
- Selección Festival Docsdf, Ciudad De México